# 三重県道536号滝原停車場滝原線
三重県道536号滝原停車場滝原線（みえけんどう536ごう たきはらていしゃじょう たきはらせん）は、三重県多気郡大台町から度会郡大紀町に至る一般県道である。

## 概要
多気郡大台町大ヶ所から度会郡大紀町滝原に至る。
JR東海紀勢本線 滝原駅と国道42号を結ぶ。町境である大内山川（宮川支流）をまたいでいるため、橋が架けられている。

### 路線データ
- 起点：三重県多気郡大台町大ヶ所（字中切153番地先[2]：三重県道731号川合大宮線交点）
- 終点：三重県度会郡大紀町滝原（字椋田1539番2地先[2]：大紀町役場前交差点、国道42号交点）
- 総延長：306 m

## 歴史
- 1959年（昭和34年）1月25日 - 滝原停車場線を起点、二級国道和歌山松阪線交点を終点として三重県道536号栃原停車場線が路線認定された[1]。
- 2007年（平成19年）3月30日 - 終点が一般国道四十二号交点に改められた[3]。

## 路線状況

### 道路施設

#### 橋梁
- 滝原大橋（大内山川、多気郡大台町 - 度会郡大紀町）

## 地理

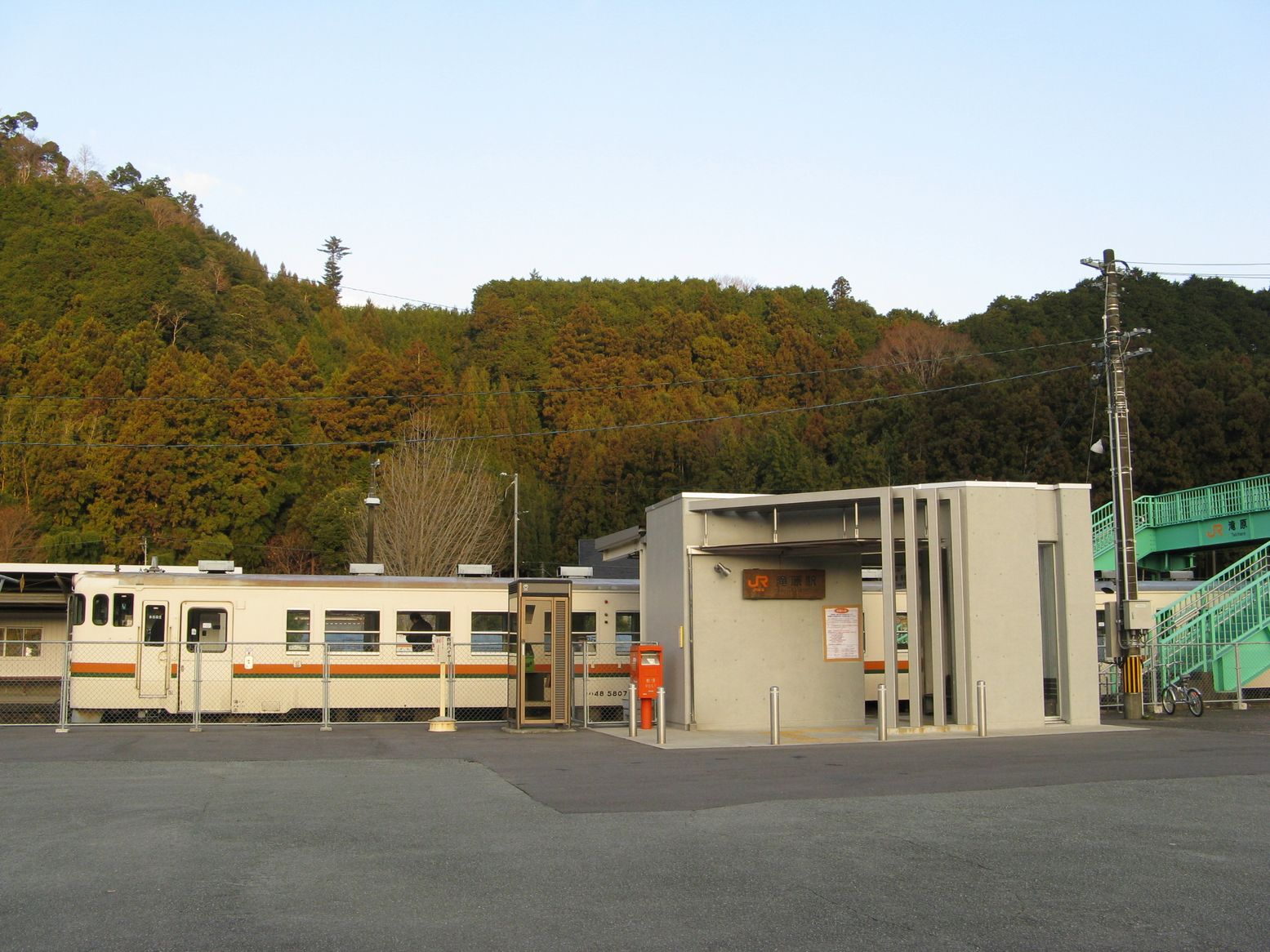
起点のJR東海紀勢本線 滝原駅

### 通過する自治体
- 三重県
  - 多気郡大台町 - 度会郡大紀町

### 交差する道路
| 交差する道路            | 市町村名 | 市町村名 | 交差する場所 | 交差する場所 |
| ----------------------- | -------- | -------- | ------------ | ------------ |
| 三重県道731号川合大宮線 | 多気郡   | 大台町   | 大ヶ所       | 起点         |
| 国道42号                | 度会郡   | 大紀町   | 滝原         | 終点         |

### 沿線
- JR東海紀勢本線 滝原駅